# فابريزيو باغيرا
فابريزيو باغيرا (بالإيطالية: Fabrizio Paghera) (12 ديسمبر 1991 ببريشا في إيطاليا - ) هو لاعب كرة قدم إيطالي في مركز الوسط. شارك مع منتخب إيطاليا تحت 19 سنة لكرة القدم ومنتخب إيطاليا لكرة القدم للدرجة الثانية ‏ ومنتخب إيطاليا لكرة القدم. أما مع النوادي، فقد لعب مع نادي أفيلينو ونادي بريشيا وهيلاس فيرونا ولانشانو كالتشيو 1920 ‏.

## روابط خارجية
- فابريزيو باغيرا على موقع قاعدة بيانات كرة القدم.إي يو (الإنجليزية)
- فابريزيو باغيرا على موقع Soccerway.com (الإنجليزية)
- فابريزيو باغيرا على موقع عالم كرة القدم.نت (الإنجليزية)